# Richard Rubenstein
Richard L. Rubenstein (1924 - 16 de mayo de 2021) fue un educador en religión y uno de los mayores escritores de la comunidad judía estadounidense, destacando particularmente sus contribuciones a la teología del Holocausto. Casado con la historiadora del arte Betty Rogers Rubenstein, con quien vivió en Connecticut. Rubenstein fue uno de los dos pensadores a los cuales se considera usualmente como el forjador del término genocidio (el otro es Raphael Lemkin).

## Holocausto y muerte de Dios
Rubenstein emergió en la década de 1960 como un escritor significativo que trabajaba sobre el significado del Holocausto para el judaísmo. Su primer libro, Después de Auschwitz, explora radicalmente las fronteras de la teología para el pensamiento judío. El argumento de Rubenstein es que la experiencia del Holocausto destroza completamente el tradicional concepto judío de Dios, especialmente de Dios pactando con Abraham. En el pacto, el Dios de Israel es un Dios de la historia. Rubenstein argumenta que los judíos no pueden seguir manteniendo la noción de la omnipotencia de Dios como trabajando en la historia o adhiriendo a la tesis de la elección de Israel como el pueblo elegido. En la venida del Holocausto, cree que los judíos han perdido la esperanza y que no existe un significado último para la vida. 
«Como hijos de la tierra, ahora conocemos la verdad sobre nuestro destino. Hemos perdido toda esperanza, consuelo e ilusión.»
Durante la década de 1960, el movimiento "Muerte de Dios" adquirió una considerable notoriedad, y fue portada de la edición del 8 de abril de 1966 de la Revista Time. Sin embargo, fue perdiendo vitalidad al comienzo de la década de los 70.

## Otros escritos
Rubenstein llevó a cabo un estudio psicoanalítico de San Pablo de Tarso en su libro Mi hermano Pablo. También continuó con los temas centrados en el Holocausto en sus últimos escritos, ajustando algunas de sus primeras ideas acerca de Dios a la luz de la Cábala. 